# Allokepon tiariniae
Allokepon tiariniae là một loài chân đều trong họ Bopyridae. Loài này được Shiino miêu tả khoa học năm 1937.